# Red Planet
Vous venez d’apposer le modèle de débat d'admissibilité.
Avant toute chose, veuillez créer la page de débat correspondante en cliquant ici.
- Une fois la page de vote initialisée, rafraîchissez cette page, et le bandeau prendra son aspect définitif.
- Si votre débat d'admissibilité est groupé (le motif et l’argumentation doivent être les mêmes), modifiez cette page pour ajouter au modèle le paramètre « cat » suivi du nom de la page de discussion de l’article pour lequel la page de débat existe déjà (ex. : cat=Discussion:Nom_de_l'autre_article). Ensuite, suivez les nouvelles instructions qui apparaissent.
- Vous pouvez également utiliser le paramètre « type » pour faciliter l’accès aux critères d’admissibilité. Exemple : {{suppression|type=mot-clé}}. Liste des mots-clés existants : fiction, musique, art visuel, fanzine, jeu de société, porno, sportif, association, enseignement, société, site web, route, nombre, (Liste complète ici).

| 1. | Créez la page de débat d'admissibilité.                                                                      | Sauvegardez d’abord la page pour l’initialiser puis indiquez votre motivation.    |
| 2. | Important : ajoutez une entrée dans la section Débat d'admissibilité du jour.                                | Utilisez ce texte : *{{L\|Red Planet}}                                            |
| 3. | Pensez à informer les contributeurs principaux de la page et les projets associés lorsque cela est possible. | Utilisez ce texte : {{subst:Avertissement débat d'admissibilité\|Red Planet}}~~~~ |

Red Planet (soit en anglais la planète rouge, c'est-à-dire Mars) est un label indépendant de techno de Détroit, intimement lié à Underground Resistance et distribué par Submerge Distribution.

## Discographie
- RP-1 - The Martian - Meet The Red Planet (12")
- RP-2 - The Martian - Cosmic Movement / Star Dancer (12")
- RP-3 - The Martian - Sex In Zero Gravity (12", avec Eddie Fowlkes)
- RP-4 - The Martian - Journey To The Martian Polar Cap (12", avec Model 500)
- RP-5 - The Martian - The Long Winter Of Mars (2x12", avec Drexciya)
- RP-6 - The Martian - Ghostdancer (2x12", avec The Suburban Knight)
- RP-7 - The Martian - Firekeeper / Vortexual Conceptions (12", avec Octave One)
- RP-8 - The Martian - Particle Shower / The Voice Of Grandmother (12")
- RP-9 - Martian 044 - Prayer Stick (12")
- RP-10 - The Martian - LBH-6251876 (CD)
- RP-11 - The Martian - Revenge Of The Wolf (12")
- RP-12 - The Martian - Pipecarrier EP (12")
- RP-13 - The Martian - The Last Stand / Sunchaser (12")
- RP7-12 - The Martian - Tobacco Ties / Spacewalker (7")
- RP7-13 - The Martian - The Last Stand EP (7")